# Maria Anna Scherer
Maria Anna Scherer OSB (* 25. September 1846 in Innsbruck als Johanna Scherer; † 25. August 1921 in Salzburg) war eine österreichische Benediktinerin und von 1890 bis 1921 Äbtissin der Benediktinerinnenabtei Nonnberg.

## Leben
Johanna Scherer wurde am 25. September 1846 als Tochter des Landfabrikanten Johann Scherer und seiner Frau Anna in Innsbruck geboren. Sie trat am 7. April 1869 als ausgebildete Lehrerin in die Benediktinerinnenabtei Nonnberg ein, wo sie den Ordensnamen Maria Anna annahm und am 16. Mai 1872 die Profess ablegte. Am 29. April 1890 wurde sie zur Äbtissin gewählt und erhielt die Benediktion am 18. Mai 1890 von Weihbischof Johann Haller. Ihre Amtszeit war gekennzeichnet durch eine rege Bautätigkeit, u. a. wurden die Stiftskirche restauriert und der Erentrudishof in Morzg errichtet. 1890 wurde das Priorat St. Hemma in Gurk gegründet, das später in der Abtei St. Erentrudis in Kellenried aufging. Sie starb am 25. August 1921.